# 다리야 예카마소바
다리야 예카마소바(러시아어: Дарья Екамасова, 영어: Darya Ekamasova, 1984년 5월 20일 ~ )는 러시아의 배우이다.

## 출연 작품
- 아노라 (2024) - 갈리나 자카로프 역
- 변호사 마이루스 (2020)
- 작전 레닌그라드 (2019)
- 기브 미 리버티 (2018)
- 앨리나 (2016)
- 더 몽크 앤 더 데몬 (2016)
- 더 랜드 오브 오즈 (2015)
- 앤젤스 오브 레볼루션 (2014)
- 셀레스철 와이브즈 오브 메도우 마리 (2012)
- 더 포스 디멘션 (2012)
- 원스 어폰 어 타임 데어 리브드 어 심플 우먼 (2011)
- 자유로운 배회 (2006)